# F1 2011
F1 2011 — автосимулятор, основанный на сезоне 2011 чемпионата Формулы-1. Является продолжением F1 2010 и относится к той-же серии. Игра была разработана Codemasters и вышла на основных платформах того поколения, таких как PlayStation 3, Xbox 360 и PC, а также на портативных платформах, таких как Nintendo 3DS, PlayStation Vita и iOS. Разработкой портативных версий занималась студия Sumo Digital. Игра вышла в сентябре 2011 года на основных платформах. Затем в разное время выходили портативные версии, сначала для Nintendo 3DS в ноябре, а потом и для PS Vita в феврале 2012 года. Было продано 3.5 миллиона копий игры по всему миру. Игровой движок был обновлён со времён прошлой части, примечательно, что он дорабатывался специально для этой игры.

## Наполнение игры
В игру вошли все двенадцать команд и двадцать четыре пилота, которые были на старте сезона 2011, изменения состава пилотов по ходу сезона не были учтены. Также был полный календарь из девятнадцати трасс этого сезона, включая абсолютно новый этап в Индии. Некоторые трассы предусматривают переход с дневного на ночное время.
На выставке Е3 Codemasters объявили, что F1 2011 позволит прожить жизнь пилота F1, а также, что мультиплеерные аспекты игры тоже будут частью этого. Онлайн мультиплеер был рассчитан максимум на шестнадцать игроков в одной гонке с возможностью добавления машин, управляемых искусственным интеллектом. Также был реализован многопользовательский режим с разделённым экраном, который позволял в кооперативе проходить чемпионат. В августе 2011 Codemasters анонсировали, что в игре впервые появится машина безопасности и, что это будет доступно в гонках на 20% от реальной их величины и более. Красные флаги также появились в игре, однако они действовали только в случае больших проблем на трассе, но не в случае очень плохой погоды, как это иногда происходит в реальности. Также в игру были добавлены такие реальные нововведения как KERS, DRS и шины Pirelli.

## Режимы
В игре есть режим карьеры в котором игрок может пройти через несколько сезонов формулы-1 в качестве пилота одной из команд. Также был режим гран-при, в нём нужно было выбрать реально существующего пилота и создать сезон Формулы-1. Также был режим, в котором нужно было проходить испытания и ставить лучшее время соревнуясь в этом с другими игроками по всему миру. В игре не обошлось без мультиплеера, в нём игроки могли соревноваться друг с другом в нескольких разных режимах.

## Отзывы
| Сводный рейтинг       | Сводный рейтинг                                                          |
| Агрегатор             | Оценка                                                                   |
| --------------------- | ------------------------------------------------------------------------ |
| GameRankings          | (PC) 79,5 % (PS3) 81,25 % (X360) 84,37 % (3DS) 57,11 % (PS Vita) 67,29 % |
| Metacritic            | (PC) 83/100 (PS3) 82/100 (X360) 85/100 (3DS) 59/100 (PS Vita) 66/100     |
| Иноязычные издания    |                                                                          |
| Издание               | Оценка                                                                   |
| Game Informer         | 8/10                                                                     |
| GameSpot              | (PC) 8/10 (PS3) 7,5/10 (X360) 8/10                                       |
| GamesRadar+           | [ 23 ]                                                                   |
| IGN                   | (3DS) 6,5/10 (PS3) 8,5/10 (PS Vita) 7/10 (X360) 8,5/10                   |
| PC Gamer (UK)         | (PC) 88 %                                                                |
| Русскоязычные издания |                                                                          |
| Издание               | Оценка                                                                   |
| PlayGround.ru         | 9/10                                                                     |
| «Игры Mail.ru»        | 7,5/10                                                                   |

Критики позитивно отзывались об игре, в своих рецензиях они хвалили улучшенное управление болидом и искусственный интеллект противников. Также похвалы удостоилась реализация в игре новых правил и возможностей, отдельного упоминания заслуживают KERS и DRS, что добавляло изменений в стратегию игры. Среди российских изданий игру также приняли весьма тепло. Игры Mail.Ru хорошо отзывались об игре, однако замечали в своей рецензии, что "Все это уже было в прошлом году. Никаких серьезных изменений в механике не наблюдается, а все новые системы управления болидом на практике только усложняют жизнь: заставляют отвлекаться от езды, а иногда и вовсе подводят." Игромания также положительно отзывалась об F1 2011, однако из минусов они выделяли слабую, по сравнению с другими автосимуляторами, графику и незрелищные повторы.